# Transavangarda

Transavangarda (talijanski: transavanguardia) talijanska je inačica neoekspresionizma, umjetničkog pokreta koji je dominirao kasnim 1970-ima i 1980-ima. Pojam je uveo likovni kritičar Achille Bonito Oliva 1982. godine na izložbi „Aperto '80” u sklopu venecijanskog bijenala, a u doslovnom prijevodu znači „prelazeći avangardno”.
Pravac je, vraćanjem slikarstva u modu te emocija (osobito sreće) u crtanje, slikarstvo i kiparstvo, bio odgovor na golemu popularnost konceptualne umjetnosti, koja se tijekom tog perioda ustanovila u mnoštvu umjetničkih medija. Također je označio povratak k figurativnoj umjetnosti i mitskim prizorima, koji su ponovno zaživjeli na vrhuncu popularnosti transavangarde. Simbolizam, jedna od rijetko prizivanih ideja u umjetnosti nakon Drugog svjetskog rata, također je doživio svojevrstan preporod u sklopu transavangarde.
Glavni umjetnici transavangarde bili su, među ostalima, Sandro Chia, Francesco Clemente, Enzo Cucchi, Mimmo Germanà, Nino Longobardi, Nicola De Maria i Mimmo Paladino. U Hrvatskoj su ju predstavljali Ferdinand Kulmer, Đuro Seder, Edita Schubert i Zvjezdana Fio.
Godine 1982. djela Chie, Cucchija i Longobardija ukomponirana su u izložbu Italian Art Now: An American Perspective („Talijanska umjetnost danas: američka perspektiva”) u muzeju Solomona R. Guggenheima u New Yorku.